# Нерская (станция)

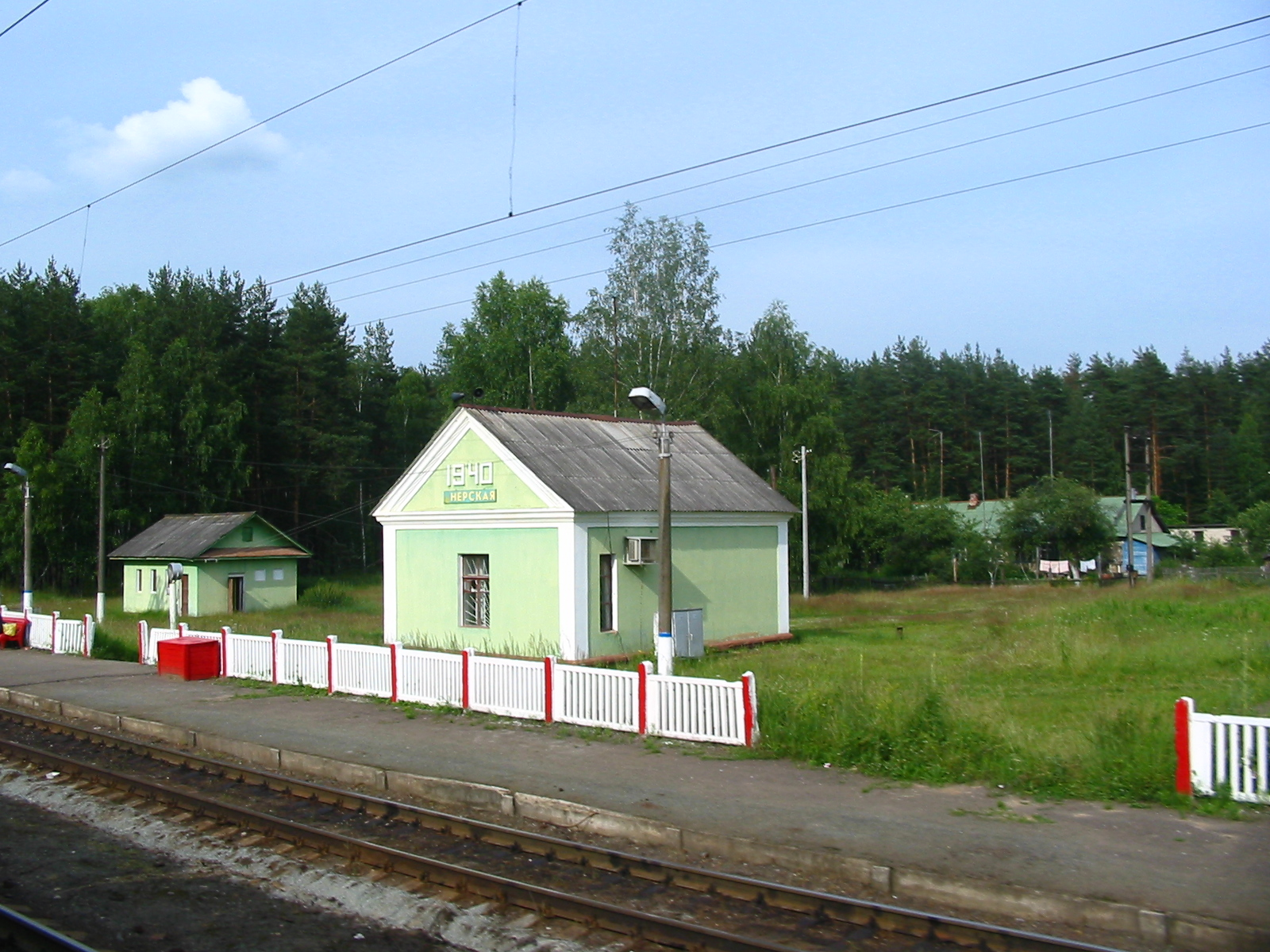
Здание ДС (2004)

Не́рская — узловая железнодорожная станция Большого кольца Московской железной дороги в городском округе Ликино-Дулёво Московской области. Входит в Московско-Горьковский центр организации работы железнодорожных станций ДЦС-8 Московской дирекции управления движением. По характеру работы является промежуточной, по объёму работы отнесена к 4 классу.
Рядом со станцией проходит участок Московского Большого автомобильного Кольца
Имеются две низкие пассажирские платформы, обслуживающие 3 пути. Центральные пути используются для отстоя составов, крайние — для прохода поездов. Платформы не соединены между собой — переход по путям. Касса с внешней стороны кольца. Платформа не оборудована турникетами.
Кроме электропоездов по кольцу, работают 2-3 пары в сутки «прямых» электропоездов маршрута Москва-Пасс.-Казанская — Егорьевск II. Время движения от Казанского вокзала — около двух часов и 10 минут.